# Barolo (Italie)
Pour les articles homonymes, voir Barolo.
Barolo est une commune italienne de la province de Coni dans la région Piémont en Italie.
La commune a donné son nom à un vin, le Barolo DOC, produit dans la commune et celles environnantes : La Morra, Monforte d'Alba, Castiglione Falletto et Serralunga d'Alba, toutes situées dans la province de Coni. On trouve dans le village le musée ethnographique et œnologique du Barolo, le WiMu.  

## Événement sportif
- La commune a accueilli la 12e étape du Giro d'Italia 2014 (contre-la-montre)

## Administration
| Période                                  | Période  | Identité      | Étiquette     | Qualité |
| ---------------------------------------- | -------- | ------------- | ------------- | ------- |
| 26 mai 2014                              | en cours | Renata Bianco | Liste civique |         |
| Les données manquantes sont à compléter. |          |               |               |         |

### Communes limitrophes
Castiglione Falletto, La Morra, Monforte d'Alba, Narzole, Novello

## Honneurs
L'astéroïde (6590) Barolo porte son nom.